# Cleorina chlorina
Cleorina chlorina es un coleóptero de la familia Chrysomelidae.
Fue descrita científicamente en 1988 por Takizawa.